# Wolfgang Nußbaumer
Wolfgang Nußbaumer (* 3. Oktober 1937 in Dornbirn) ist ein ehemaliger, österreichischer Unternehmer und Politiker (FPÖ). Nußbaumer war zwischen 1994 und 1999 Abgeordneter zum Nationalrat und von 1995 bis 1996 Abgeordneter zum Europäischen Parlament.

## Ausbildung und Beruf
Nußbaumer besuchte nach der Volksschule eine Realschule und anschließend die Höhere Technische Lehr- und Versuchsanstalt für Maschinenbau, Kraftfahrzeug- und Motorenbau. Zudem absolvierte er einen Post-Graduate Management-Lehrgang an der Wirtschaftsuniversität Wien. Nußbaumer ist seit Dezember 1953 Mitglied der Alemannia Dornbirn (Österreichischer Pennäler Ring) und seit Oktober 1959 Mitglied des Corps Alemannia Wien zu Linz.
Nußbaumer arbeitete zunächst ab 1959 als Sachbearbeiter in Unternehmen für Klimatechnik und war danach ab 1962 als Abteilungsleiter bei der Firma König KG Kolben und Kolbenringe beschäftigt. 1967 stieg er als Abteilungsleiter der Schifabrik Kästle ein und wurde 1972 zum Geschäftsführer und Mitglied des Vorstandes bestellt. Danach war er ab 1993 Mitglied des Aufsichtsrates und zudem Konsulent bei Benetton Sportsystem. Er unterhielt ab 1993 ein eigenes Büro für Unternehmensentwicklung und wurde 1992 zum Kommerzialrat ernannt.

## Politik
Nußbaumer wurde 1994 von Jörg Haider als Industriesprecher der FPÖ gewonnen und vertrat die FPÖ vom 7. November 1994 bis zum 15. Jänner 1996 im Parlament. Zudem war Nußbaumer nach dem EU-Beitritt Österreichs von der FPÖ zum Abgeordneten bestellt worden und gehörte vom Datum des Beitritts Österreichs am 1. Jänner 1995 bis zum 11. November 1996 dem Europäischen Parlament an. Zudem war Nußbaumer von 30. Oktober 1996 bis zum 28. Oktober 1999 erneut Abgeordneter zum Nationalrat.

## Auszeichnungen
- Silbernes Ehrenzeichen für Verdienste um die Republik Österreich